# Мария-Анна Саксонская (1929—2012)
Мария-Анна Саксонская (нем. Maria Anna von Sachsen; 13 декабря 1929, Бад-Вёрисхофен, Бавария — 13 марта 2012, Мюнхен) — представительница дома Веттинов. Родоначальница ветви Саксен-Гессафе.

## Биография
Она родилась в Бад-Вёрисхофене, 13 декабря 1929 года. Первую половину детства она провела в Бамберге. В 1936 году она переехала вместе с семьёй в Дрезден, где поселилась в замке Вахвиц. Она там пережила бомбардировки Дрездена 13-15 февраля 1945 года. Она с семьей были эвакуированы Вермахтом в целях обороны, в одном из последних поездов, отправлявшихся из Дрездена в Западную часть Германии.
Мария Анна посещала католическую школу-интернат и получила образование воспитательницы детского сада. После окончания школы, она жила Мюнхене вместе со своей старшей сестрой Марией Жозефой (1928—2018). Там она познакомилась со своим будущим мужем Роберто де Афифом, за которого вышла замуж 1 мая 1953 года.
После того как родился её первый сын Александр (род. 1954), она с мужем переехала в замок Хёфлинг, недалеко от Регенсбурга. Оттуда они переехали Мехико. Там у них родились ещё два сына: Фридрих Вильгельм (род. 1955) и Карл Август (род. 1958). Во время жизни в Мексике, она нередко приезжала в Мюнхен, чтобы увидеться с родственниками.
После смерти мужа в декабре 1978 году, она с сыновьями переехала в Мюнхен.
В 1997 году подписала соглашение о назначении её старшего сына, преемником Марии Эммануила Саксонского.
Последние годы своей жизни она болела. Скончалась у себя дома 13 марта 2012 года. Её похороны прошли 24 марта 2012 года.